# Samurai Sword
Samurai Sword è un gioco di carte ambientato nel Giappone feudale creato da Emiliano Sciarra ed edito dalla daVinci Editrice nel 2012 dove i partecipanti sono chiamati a calarsi nei panni di samurai, shōgun, ninja e rōnin, in lotta tra loro a colpi di arma bianca.
È basato su meccaniche simili a quelle di Bang!, anche se si differenzia in diversi punti; uno su tutti la meccanica di gioco che non prevede l'eliminazione dei giocatori in favore di un sistema di punteggio basato su "punti onore".
Il gioco fa parte della linea editoriale Bang! Game System.

## Le tipologie di carte

### Carte ruolo
Le carte ruolo sono le carte che assegnano ad ogni giocatore i sette differenti ruoli che avranno nella partita. Esse si dividono in carte con fondo giallo per le carte shōgun e samurai, con fondo blu per le carte ninja e con fondo rosso per la carta rōnin.

### Carte personaggio
Le carte personaggio assegnano ad ogni giocatore delle abilità speciali che sono riportate in una casella di testo posta in basso e un numero di punti resistenza (al massimo cinque) indicato dal numero inscritto all'interno di un cuore posto a destra dell'immagine.

### Carte giocabili
Sono le carte che costituiscono il mazzo di gioco e sono di tre tipologie: 
- carte per le azioni, riconoscibili grazie al fondo giallo, che sortiscono il loro effetto appena giocate;
- carte per le proprietà, riconoscibili grazie al fondo blu, che si piazzano davanti a sé concedendo il bonus corrispondente;
- carte delle armi, riconoscibili grazie al fondo rosso, che consentono di attaccare un avversario posto ad una certa distanza ed infliggendogli determinati danni, entrambi indicati sulla carta stessa.

## Il gioco

### Preparazione
Al gioco possono prendere parte da tre a sette giocatori (che diventano otto tramite l'espansione Rising Sun). Ad ogni giocatore viene assegnata coperta una carta ruolo e una carta personaggio. I ruoli a seconda del numero di giocatori sono:
| Giocatori                           | Shogun | Samurai | Ninja | Rōnin |
| ----------------------------------- | ------ | ------- | ----- | ----- |
| 3 giocatori                         | 1      | 0       | 2     | 0     |
| 4 giocatori                         | 1      | 1       | 2     | 0     |
| 5 giocatori                         | 1      | 1       | 2     | 1     |
| 6 giocatori                         | 1      | 1       | 3     | 1     |
| 7 giocatori                         | 1      | 2       | 3     | 1     |
| 8 giocatori (espansione Rising Sun) | 1      | 2       | 3     | 2     |

Tutti i giocatori rivelano il proprio personaggio, ma mantengono segreto il loro ruolo, eccetto che per lo shogun. I giocatori quindi si dividono in 3 squadre segrete: 
- lo shogun e i samurai;
- i ninja
- il rōnin, che fa squadra da solo (tranne nella versione a 8 giocatori).

Ogni giocatore riceve un numero di punti resistenza a seconda del personaggio e dei punti onore in numero di 5 per il giocatore con il ruolo dello shogun e 4 per tutti gli altri (questi ultimi scendono a 3 in caso di partita a 4 o 5 giocatori). Inoltre riceve un numero di carte giocabili che varia in base alla posizione rispetto allo shogun.

### Fasi di gioco
Inizia il giocatore con il ruolo di shogun. Al proprio turno un giocatore pesca due carte e può giocare quante carte vuole, eccetto per le carte delle armi di cui se ne può giocare solo una per turno. L'effetto di ogni carta è riportato nella carta e possono permettere di pescare ulteriori 3 carte dal mazzo (dando però a tutti gli altri la possibilità di prenderne una), giocare un'arma in più nel proprio turno, pescare o scartare una carta dalla mano di un altro giocatore, recuperare tutti i punti resistenza persi.
Le carte delle armi permettono di colpire un altro giocatore purché sia nel raggio di tiro dell'arma stessa, diverso per ciascuna e generalmente compreso fra 1 e 5. Ogni giocatore è considerato ad una distanza relativa di "1" rispetto ai due giocatori che gli siedono a fianco, a distanza relativa "2" rispetto a quelli che siedono al posto successivo e così via, sempre contando per la via più breve. La carta proprietà denominata Armatura cambia la distanza con cui un giocatore può attaccare un altro. Per ogni carta in gioco, il giocatore che attacca "vede" l'altro ad una distanza aumentata di 1.  Ogni carta delle armi infligge un numero di danni fra 1 e 3. Il giocatore oggetto del colpo può difendersi usando la carta Parata. In caso di mancanza di questa carta il giocatore attaccato subisce tanti danni quanti sono quelli riportati sulla carta delle armi. Il giocatore senza punti resistenza diventa "indifeso" e non può essere attaccato fino al suo prossimo turno all'inizio del quale recupera tutti i punti. Un giocatore è definito "indifeso" anche se non ha più carte giocabili in mano. Al termine del proprio turno, ogni giocatore dovrà scartare il numero di carte eccedenti la settima. 
Ogni volta che il mazzo delle carte giocabili termina, lo stesso si ricompone mischiando gli scarti, ma allo stesso tempo tutti i giocatori perdono un punto onore.
Non appena un giocatore perde il suo ultimo punto onore, la partita termina e si verifica quale fazione ha vinto, moltiplicando i punti onore disponibili per un fattore fisso (legato al numero di giocatori con quel ruolo). La squadra con più punti vince.

### Regole speciali per 3 giocatori
Le carte ruolo che vengono utilizzate sono quella dello shogun e 2 carte ninja, dando al primo 6 punti onore e ai secondi 3 punti onore ciascuno. Lo shogun per ogni turno pesca una carta in più dal mazzo e può giocare una carta delle armi in più, oltre che raddoppiare i suoi punti onore al termine della partita.

## Espansioni

### Rising Sun
Un set di 12 nuovi personaggi e 40 nuove carte da giocare che introducono 10 nuove armi (17 carte rosse), 5 nuove proprietà (10 carte blu) e 4 nuove azioni (13 carte gialle). Viene introdotto un secondo rōnin, portando il totale dei giocatori massimi a otto. Si introduce anche la regola per cui quando un personaggio perde il suo ultimo punto resistenza si scartano dal mazzo tante carte quanti i suoi punti resistenza iniziali.